# Merchant Category Code
Le Merchant Category Code ou code MCC, est utilisé en monétique lors du transport d'une transaction de paiement ou de retrait réalisée avec une carte bancaire pour indiquer le type d'activité du commerçant à l'origine d'une opération.
En France, le code "NAF" est utilisé par équivalence. Cependant, le standard international transporte obligatoirement le code "MCC" de l'accepteur (cf. page monétique pour la définition).
C'est un code sur 4 caractères alphanumériques ; ces codes sont regroupés en 2 familles :
- code générique, comme transport aérien ;
- code spécifique, comme Air France.

## Outils de recherche de la MCC
Il existe de nombreuses ressources que les utilisateurs de cartes de crédit peuvent consulter pour prédire comment les achats par carte de crédit effectués auprès de certains fournisseurs peuvent être classés.
- « AwardWallet Merchant Lookup Tool », sur AwardWallet
- « Visa Merchant Data Standards Manual »
- « List of MCC codes in CSV, ODS, XLS formats », sur github, 24 août 2022
- « An ISO 18245 python library for MCCs », sur github, 6 juillet 2022